# Waldo (Fußballspieler)
Waldo (* 9. September 1934 in Niterói; † 25. Februar 2019 in Burjassot, Spanien; bürgerlich Walter Machado da Silva) war ein brasilianischer Fußballspieler.

## Karriere
Waldo ist bis heute der Rekord-Torschütze bei Fluminense Rio de Janeiro mit 314 Toren in 403 Spielen. In Diensten von Fluminense feierte er 1957 und 1960 den Gewinn des Torneio Rio-São Paulo und holte 1960 den Brasilien-Pokal. Er war nach seinem Wechsel in die spanische Primera División 1961 der erste Brasilianer, der das Trikot des FC Valencia trug. Mit ihm begann eine überaus erfolgreiche Zeit des Vereins. Jeweils 1962 und 1963 gewann der Verein den Messestädte-Pokal (Vorläufer zum UEFA-Pokal), Waldo wurde dabei Torschützenkönig. Ein möglicher Dreifach-Triumph scheiterte 1964 erst im Finale an Real Saragossa. In der Saison 1966/67 gewann Waldo mit 24 Treffern die Pichichi-Trophäe, die dem spanischen Torschützenkönig verliehen wird, und feierte im gleichen Jahr mit Valencia den Sieg bei der Copa del Rey. Für den FC Valencia erzielte Waldo in 216 Ligaspielen 117 Treffer. Nach einem Jahr bei Hércules Alicante beendete er 1971 seine Karriere.
Am 25. Februar 2019 verstarb Waldo, bei dem fünf Jahre zuvor Alzheimer diagnostiziert worden war, im Alter von 84 Jahren in Burjassot, Provinz Valencia.

## Nationalmannschaft
Aufgrund seines Wechsels in den europäischen Fußball spielte Waldo nur fünf Mal für die Brasilianische Fußballnationalmannschaft, alle Spiele im Jahr 1960. In diesen fünf Spielen erzielte er zwei Tore.

## Erfolge
Fluminense
- Campeonato Carioca: 1959
- Torneio Rio-São Paulo: 1957, 1960

FC Valencia
- Messepokal: 1962, 1963
- Copa del Rey: 1967

## Auszeichnungen
- Torschützenkönig Torneio Rio-São Paulo: 1957 (13 Tore)
- Torschützenkönig Torneio Rio-São Paulo: 1960 (11 Tore)